# Calvinia mirabilis
Calvinia mirabilis är en nässeldjursart som beskrevs av Nutting 1900. Calvinia mirabilis ingår i släktet Calvinia och familjen Halopterididae. Inga underarter finns listade i Catalogue of Life.